# Avenida El Sol (Villa El Salvador)
La avenida El Sol es una de las principales avenidas del distrito de Villa El Salvador, ubicado en la ciudad de Lima, capital del Perú. Se extiende de suroeste a noreste, conectando con los distritos de Chorrillos y Villa María del Triunfo.

## Recorrido
La avenida empieza en el cruce con la Antigua Panamericana Sur (Lima), paralela a la actual Carretera Panamericana Sur, en el límite entre los distritos de Villa El Salvador y Chorrillos. En su recorrido la avenida cruza las avenidas Los Algarrobos, Los Forestales, Separadora Agroindustrial, María Elena Moyano, Mariano Pastor Sevilla, Micaela Bastidas, Los Álamos, Revolución, Central, Separadora Industrial, y finalmente con la avenida Pachacútec, en el sector Parque Industrial situado en el límite con el distrito de Villa María del Triunfo.

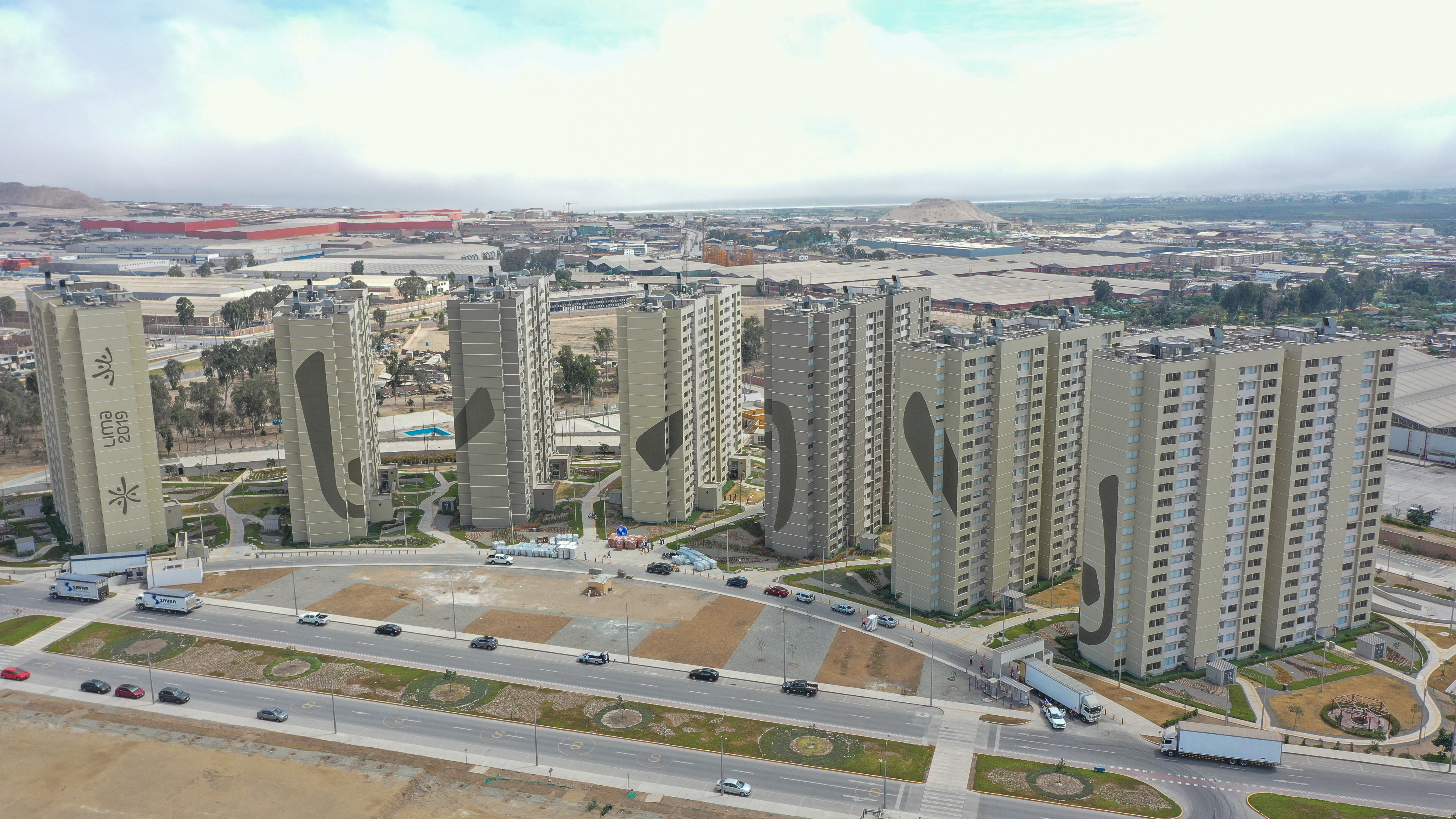
El complejo departamental Villa Panamericana de Lima. Se aprecia la avenida El Sol al fondo al lado izquierdo.

A lo largo de su recorrido, se encuentran varios hitos importantes como la Villa Panamericana de Lima, construida durante los Juegos Panamericanos y Parapanamericanos de 2019 para alojar a los atletas, el Mercado El Sol, el Hospital de la Solidaridad, y varios almacenes y centros de distribución de distintas empresas, como Claro (que también tiene un data center), Falabella, Ripley, entre otros. En el tramo que comprende entre los cruces de las avenidas Mariano Pastor Sevilla, Separadora Industrial y Pachacútec se ubica una alameda ubicada entre las dos calzadas de la avenida. Además, en la intersección con la avenida Separadora Industrial se encuentra la estación Parque Industrial de la Línea 1 del Metro de Lima y Callao.